# April Mullen
 (avril 2025).
Pour les articles homonymes, voir April et Mullen.
April Mullen est une actrice, réalisatrice, scénariste et productrice américaine, d'origine canadienne.

## Biographie
Après un début de carrière comme actrice, elle se dirige ensuite vers la réalisation cinématographique.

## Filmographie
| année     | titre                                        | actrice                 | réalisatrice | productrice | scénariste | notes                        |
| --------- | -------------------------------------------- | ----------------------- | ------------ | ----------- | ---------- | ---------------------------- |
| 2000      | The Ladies Man                               | l'adolescente amoureuse |              |             |            | long métrage                 |
| 2003      | 1-800-Missing                                | Cara Crenshaw           |              |             |            | série télévisée              |
| 2004      | 72 Hours: True Crime                         | Rachel Emery            |              |             |            | série télévisée              |
| 2004      | Cavedweller                                  | Dede                    |              |             |            | long métrage                 |
| 2004      | Suburban Madness                             | Jesse James             |              |             |            | téléfilm                     |
| 2005      | Rose                                         | Vanisha                 |              |             |            | téléfilm                     |
| 2005      | A History of Violence                        | l'enfant au diner       |              |             |            | long métrage                 |
| 2007      | Rock, Paper, Scissors: The Way of the Tosser | Holly Brewer            | Oui          | Oui         | Oui        | long métrage                 |
| 2009      | Howie Do It                                  | (8 épisodes)            |              |             |            | série télévisée              |
| 2010      | GravyTrain                                   | Miss Uma Booma          | Oui          | Oui         |            | long métrage                 |
| 2011      | Scare Tactics                                | l'actrice               |              |             |            | série télévisée              |
| 2011      | Papillon                                     | la nonne                |              |             |            | série télévisée              |
| 2012      | Good God                                     | Kathy Duncan            |              |             |            | série télévisée              |
| 2012      | Dead Before Dawn 3D                          | Becky Fords             | Oui          | Oui         |            | long métrage                 |
| 2013      | Making of Dead Before Dawn 3D                |                         |              | Oui         |            | court métrage documentaire   |
| 2015      | 88                                           | Lemmy                   | Oui          | Oui         | Oui        | long métrage                 |
| 2015      | Farhope Tower                                | Zoe                     | Oui          | Oui         |            | long métrage                 |
| 2016      | Aftermath                                    |                         | Oui          |             |            | série télévisée              |
| 2016      | Real Detective                               |                         | Oui          |             |            | série télévisée documentaire |
| 2016      | Below Her Mouth                              |                         | Oui          |             |            | long métrage                 |
| 2016-2017 | Killjoys                                     |                         | Oui          |             |            | série télévisée              |
| 2017      | Badsville                                    |                         | Oui          |             |            | long métrage                 |
| 2017      | Bellevue                                     |                         | Oui          |             |            | série télévisée              |
| 2017      | Wynonna Earp                                 |                         | Oui          |             |            | série télévisée              |
| 2018      | Legends of Tomorrow                          |                         | Oui          |             |            | série télévisée              |
| 2018      | Imposters                                    |                         | Oui          |             |            | série télévisée              |
| 2019      | Wander                                       |                         | Oui          | Oui         |            | long métrage                 |